# Peter Orseolo

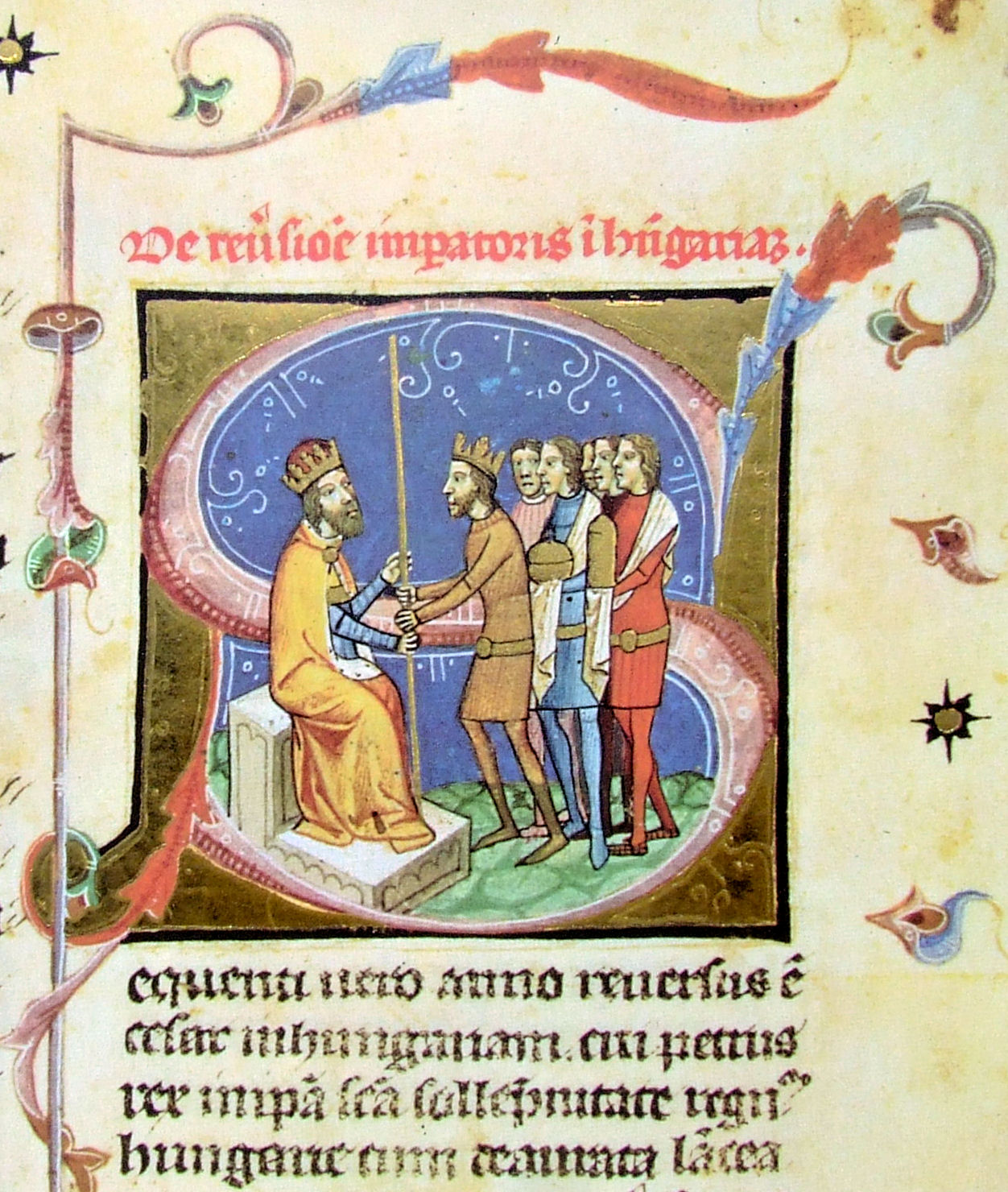
Inthronisierung von König Peter I. durch den deutschen König Heinrich III. im Jahr 1044 (Ungarische Bilderchronik, 14. Jahrhundert)

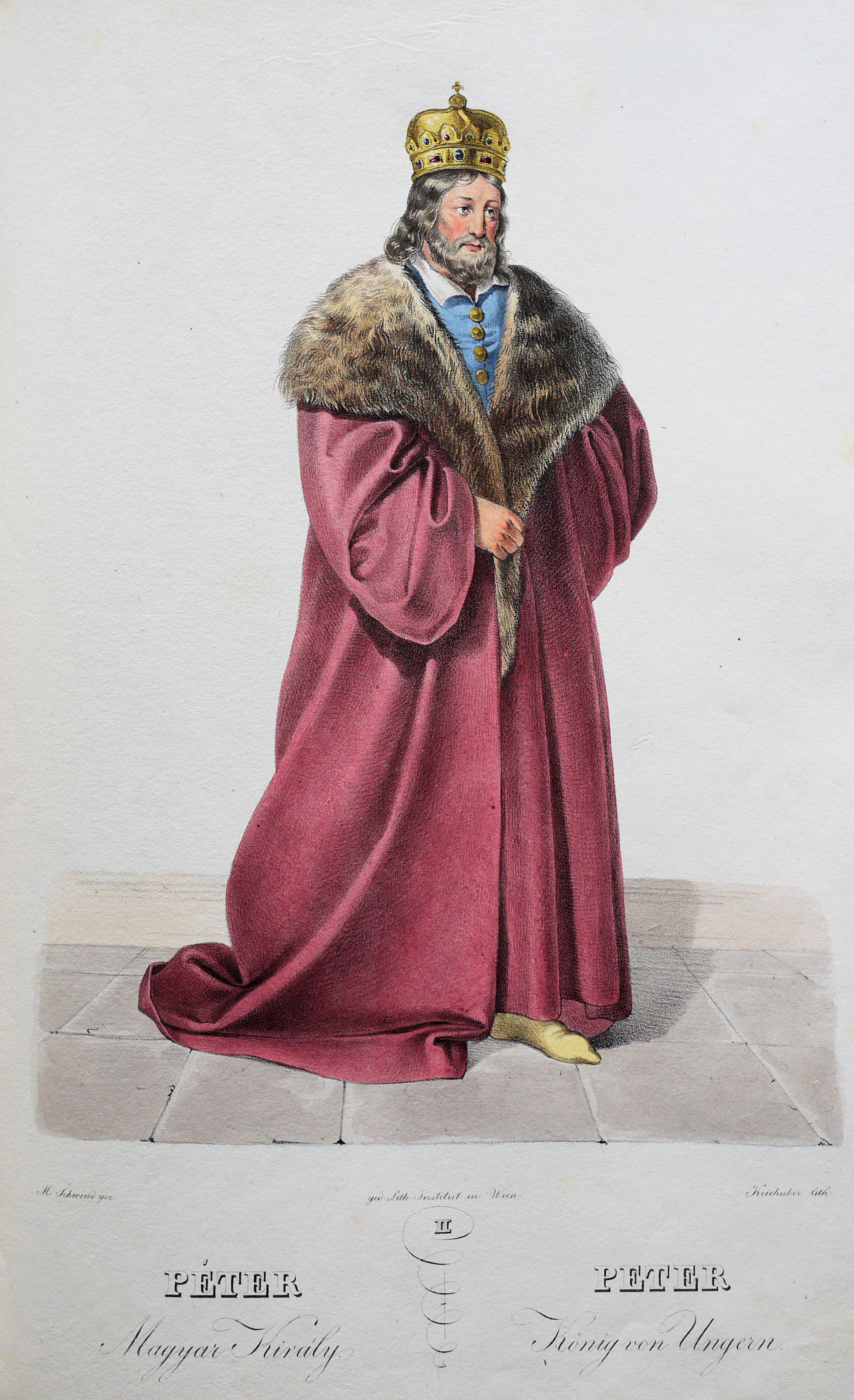
Peter Orseolo, Lithographie von Josef Kriehuber nach einer Zeichnung von Moritz von Schwind ca. 1828

Peter Orseolo (auch Urseolo; * ca. 1008; † 1046) war der zweite König von Ungarn. Er regierte von 1038 bis 1041 und, nach einer dreijährigen Unterbrechung, von 1044 bis 1046. Peter war der Sohn des Dogen von Venedig, Ottone Orseolo, und einer Tochter des Großfürsten Géza von Ungarn, Marie von Ungarn. Peter ist in Fünfkirchen (Pécs) begraben.

## Leben
Orseolo entstammte einer einflussreichen tribunizischen venezianischen Patrizierfamilie. Nach der Vertreibung seines Vaters aus Venedig 1026 fand Peter Orseolo mit seiner Mutter und seiner Schwester Aufnahme bei seinem Onkel Stephan I. in Ungarn. Der junge Mann erhielt eine sorgfältige Erziehung. Er galt als klug, lernbegierig und wagemutig. Der Klerus, die italienischen und die deutschen Lehnsträger vertrauten ihm als einem Prinzen von westlicher Herkunft. Viele Ungarn misstrauten ihm aber aus den gleichen Gründen.
Stephan I. designierte ihn nach dem Tode seines Sohnes und rechtmäßigen Thronfolgers Emmerich (Imre) 1031 zum Thronfolger. So folgte Peter 1038 Stephan I. als zweiter König von Ungarn.
Außenpolitisch unterstützte Peter I. Orseolo im Westen Böhmen gegen König Heinrich III. und fiel sogar 1039/40 in die bayerische Awarenmark ein; dabei war er mit Kroatien und Venedig verbündet und gab Kasimir I. von Polen Asyl; im Osten führte er 1040 Krieg gegen das byzantinische Bulgarien.
Innenpolitisch brachte er Adel und Kirche durch wirtschaftlichen Druck, Verfolgungen sowie willkürliche Absetzungen und Einsetzungen von Bischöfen gegen sich auf. Zusätzlich geriet er wegen der unwürdigen Behandlung Königin Giselas, der Witwe des verstorbenen Stephan I., und wegen seiner auswärtigen Herkunft mit national-ungarischen Kreisen in Konflikt. Unter der Führung des heidnischen Adligen Sámuel Aba kam es 1041 zur Revolte, die Peter Orseolo vom Thron vertrieb. Sámuel Aba, der Sohn der Sarolta, der jüngsten Schwester König Stephans, wurde zum König gekrönt.
Auf Veranlassung von Peters Schwager, Markgraf Adalberts I. von Österreich, fiel Heinrich III. in Ungarn ein, besiegte 1044 König Sámuel Aba in der Schlacht bei Menfö und setzte den vertriebenen Peter I. als seinen Vasallen wieder ein. Da Peter nur mit Hilfe massiver bayerischer und böhmischer Präsenz regierte, riefen die heidnischen Adligen 1046 die emigrierten Árpáden Andreas und Levente aus der Rus ins Land zurück. Peter I. wurde gefangen genommen und zusammen mit seinen Söhnen geblendet. Er starb wenig später an seinen Verletzungen. Die Herrschaft trat nun Andreas an, der ein Neffe zweiten Grades Stephans I. war.
Einer Legende nach war Peter Orseolo mit Judith von Schweinfurt, Herzogin von Böhmen, verheiratet, was aber historisch nicht stimmen kann, da er 1046/7 starb und Judith von Schweinfurt erst nach dem Tod ihres Mannes 1055 durch ihren Sohn aus Böhmen vertrieben wurde und in Ungarn Zuflucht suchte.